# 全国高等学校情報処理競技大会
全国高等学校情報処理競技大会（ぜんこくこうとうがっこうじょうほうしょりきょうぎたいかい）は、全国商業高等学校協会が主催し毎年7月の最終土曜日に千葉県内で行われる情報処理の全国大会である。第17回大会までは「全国高等学校プログラム競技大会」という名称であった。また開催場所もまちまちであったが、第20回から第24回にわたり千葉商科大学で行われた。しかし、第25回は再び場所を変えて同県の明海大学で行われた。

## 目的
情報処理教育の振興を図る事業の一環として実施する。

## 出場条件
出場条件は以下の通り。
- 全国商業高等学校協会の会員校在籍生徒であること。
- 各都道府県代表1校とし、1校あたり4名とする。
- 前年度優勝校(団体)は、優先出場を認める。従って当該都道府県の代表は2校とする。
- 高等学校統合に伴う参加については下記の通りとする。
  - 個人の参加については、従来通り会員校ごととする。
  - 個人の参加については、統合までの2年間については、次の1または2によるものとする。
    1. 統合高校が同一の校長である場合は、1会員校であるので、従来通り1団体とする。
    2. 統合高校がそれぞれ異なる校長である場合は、それぞれが会員校であり、団体出場ができる。ただし、各校長が認めた場合に限り、合同チームを認める。

なお、各都道府県で実施される県予選大会で団体優勝した学校が各都道府県を代表して出場する。

## 実施要項

### 出題範囲
全商情報処理検定試験1級程度の出題範囲とし、出題は次の2部門に分ける。
- 第1部　関連用語とデータベース
  - 検定範囲のほか、最近普及している語も含む
  - データベースに関するもの
- 第2部　表計算とアルゴリズム
  - 表計算に関するもの、流れ図の完成

※現行のこの問題構成は変更により第22回より採用されているものである。

### 競技方法
筆記試験による個人の得点を基準とし、団体賞(上位3名の合計得点)及び個人賞を決定する。

### 競技時間
各部門40分、2部門合わせて80分とする。

### 審査
審査委員会を設けて審査をする。

### 表彰
成績優秀校（上位10校）には、賞状と賞品を授与する。
なお、個人の成績優秀者（上位40名）も表彰する。また、当日参加した全員に参加賞を贈呈する。